# Wrens
Wrens is een plaats (city) in de Amerikaanse staat Georgia, en valt bestuurlijk gezien onder Jefferson County.

## Demografie
Bij de volkstelling in 2000 werd het aantal inwoners vastgesteld op 2314.
In 2006 is het aantal inwoners door het United States Census Bureau geschat op 2261, een daling van 53 (-2,3%).

## Geografie
Volgens het United States Census Bureau beslaat de plaats een oppervlakte van
7,9 km², geheel bestaande uit land. Wrens ligt op ongeveer 124 m boven zeeniveau.

## Plaatsen in de nabije omgeving
De onderstaande figuur toont nabijgelegen plaatsen in een straal van 24 km rond Wrens.